# Moraine (Ohio)
Moraine es una ciudad ubicada en el condado de Montgomery en el estado estadounidense de Ohio. En el Censo de 2010 tenía una población de 6307 habitantes y una densidad poblacional de 255,87 personas por km².

## Geografía
Moraine se encuentra ubicada en las coordenadas 39°41′57″N 84°14′38″O / 39.69917, -84.24389. Según la Oficina del Censo de los Estados Unidos, Moraine tiene una superficie total de 24.65 km², de la cual 23.96 km² corresponden a tierra firme y (2.79%) 0.69 km² es agua.

## Demografía
Según el censo de 2010, había 6307 personas residiendo en Moraine. La densidad de población era de 255,87 hab./km². De los 6307 habitantes, Moraine estaba compuesto por el 81.07% blancos, el 12.4% eran afroamericanos, el 0.29% eran amerindios, el 1.32% eran asiáticos, el 0.08% eran isleños del Pacífico, el 2.38% eran de otras razas y el 2.47% pertenecían a dos o más razas. Del total de la población el 3.62% eran hispanos o latinos de cualquier raza.